# Selección de fútbol sub-23 de Birmania
La Selección de fútbol sub-23 de Myanmar, conocida también como la Selección Olímpica de fútbol de Birmania, es el equipo que representa al país en Fútbol en los Juegos Olímpicos, los Juegos de Asia, el Campeonato Sub-22 de la AFC y los Juegos del Sureste de Asia; y es controlado por la Federación de Fútbol de Birmania.

## Estadísticas

### Juegos Olímpicos
| Récord         | Récord                | Récord                | Récord                | Récord                | Récord                | Récord                | Récord                | Récord                |
| Año            | Ronda                 | Pos.                  | J                     | G                     | E                     | P                     | GF                    | GC                    |
| -------------- | --------------------- | --------------------- | --------------------- | --------------------- | --------------------- | --------------------- | --------------------- | --------------------- |
| de 1896 a 1988 | véase Selección Mayor | véase Selección Mayor | véase Selección Mayor | véase Selección Mayor | véase Selección Mayor | véase Selección Mayor | véase Selección Mayor | véase Selección Mayor |
| 1992           | No clasificó          | No clasificó          | No clasificó          | No clasificó          | No clasificó          | No clasificó          | No clasificó          | No clasificó          |
| 1996           | No clasificó          | No clasificó          | No clasificó          | No clasificó          | No clasificó          | No clasificó          | No clasificó          | No clasificó          |
| 2000           | No clasificó          | No clasificó          | No clasificó          | No clasificó          | No clasificó          | No clasificó          | No clasificó          | No clasificó          |
| 2004           | No clasificó          | No clasificó          | No clasificó          | No clasificó          | No clasificó          | No clasificó          | No clasificó          | No clasificó          |
| 2008           | No clasificó          | No clasificó          | No clasificó          | No clasificó          | No clasificó          | No clasificó          | No clasificó          | No clasificó          |
| 2012           | No clasificó          | No clasificó          | No clasificó          | No clasificó          | No clasificó          | No clasificó          | No clasificó          | No clasificó          |
| 2016           | TBD                   | TBD                   | TBD                   | TBD                   | TBD                   | TBD                   | TBD                   | TBD                   |
| Total          | 0/5                   | -                     | 0                     | 0                     | 0                     | 0                     | 0                     | 0                     |

### Campeonato Sub-22 de la AFC
| Fase Final | Fase Final     | Fase Final | Fase Final | Fase Final | Fase Final | Fase Final | Fase Final |   | Eliminatoria | Eliminatoria | Eliminatoria | Eliminatoria | Eliminatoria | Eliminatoria |
| Año        | Ronda          | J          | G          | E          | P          | GF         | GC         | J | G            | E            | P            | GF           | GC           |              |
| ---------- | -------------- | ---------- | ---------- | ---------- | ---------- | ---------- | ---------- | - | ------------ | ------------ | ------------ | ------------ | ------------ | ------------ |
| 2013       | Fase de grupos | 3          | 0          | 0          | 3          | 1          | 13         | 5 | 4            | 1            | 0            | 16           | 5            |              |
| Total      | 1/1            | 3          | 0          | 0          | 3          | 1          | 13         | 5 | 4            | 1            | 0            | 16           | 5            |              |

### Juegos del Sureste de Asia
| Récord | Récord         | Récord           | Récord | Récord | Récord | Récord | Récord | Récord |
| Año    | Ronda          | Pos.             | J      | G      | E      | P      | GF     | GC     |
| ------ | -------------- | ---------------- | ------ | ------ | ------ | ------ | ------ | ------ |
| 2001   | 3.er lugar     | 3/9              | 6      | 3      | 1      | 2      | 8      | 5      |
| 2003   | 4.º lugar      | 4/8              | 5      | 2      | 1      | 2      | 11     | 6      |
| 2005   | Fase de grupos | 8/9              | 4      | 0      | 1      | 3      | 2      | 5      |
| 2007   | Finalista      | 2/8              | 5      | 1      | 2      | 2      | 8      | 7      |
| 2009   | Fase de grupos | 6/9              | 3      | 1      | 1      | 1      | 5      | 4      |
| 2011   | 3.er lugar     | 3/11             | 7      | 5      | 1      | 1      | 17     | 4      |
| 2013   | Fase de grupos | 5/10             | 4      | 2      | 1      | 1      | 7      | 3      |
| 2015   | TBD            | -                | -      | -      | -      | -      | -      | -      |
| 2017   | TBD            | -                | -      | -      | -      | -      | -      | -      |
| 2019   | TBD            | -                | -      | -      | -      | -      | -      | -      |
| Total  | 7/7            | Mejor: Finalista | 34     | 14     | 8      | 12     | 58     | 34     |